# Nelly Furtado/Diskografie
Diese Diskografie ist eine Übersicht über die musikalischen Werke der portugiesisch-kanadischen Popsängerin Nelly Furtado. Den Quellenangaben und Schallplattenauszeichnungen zufolge hat sie bisher mehr als 54,8 Millionen Tonträger verkauft. In Deutschland verkaufte sie bislang über 5,2 Millionen Tonträger, womit sie zu den Interpretinnen mit den meisten Tonträgerverkäufen des Landes zählt. Ihre erfolgreichste Veröffentlichung ist die Single Promiscuous mit über zwölf Millionen verkauften Einheiten. In Deutschland ist ihre erfolgreichste Veröffentlichung das dritte Studioalbum Loose, welches zum Millionenseller avancierte und zu den  meistverkauften Musikalben des Landes der 2000er-Jahre zählt.

## Alben

### Studioalben
| Jahr | Titel Musiklabel                                   | Höchstplatzierung, Gesamtwochen, AuszeichnungChartplatzierungen (Jahr, Titel, Musiklabel, Platzierungen, Wochen, Auszeichnungen, Anmerkungen) | Höchstplatzierung, Gesamtwochen, AuszeichnungChartplatzierungen (Jahr, Titel, Musiklabel, Platzierungen, Wochen, Auszeichnungen, Anmerkungen) | Höchstplatzierung, Gesamtwochen, AuszeichnungChartplatzierungen (Jahr, Titel, Musiklabel, Platzierungen, Wochen, Auszeichnungen, Anmerkungen) | Höchstplatzierung, Gesamtwochen, AuszeichnungChartplatzierungen (Jahr, Titel, Musiklabel, Platzierungen, Wochen, Auszeichnungen, Anmerkungen) | Höchstplatzierung, Gesamtwochen, AuszeichnungChartplatzierungen (Jahr, Titel, Musiklabel, Platzierungen, Wochen, Auszeichnungen, Anmerkungen) | Höchstplatzierung, Gesamtwochen, AuszeichnungChartplatzierungen (Jahr, Titel, Musiklabel, Platzierungen, Wochen, Auszeichnungen, Anmerkungen) | Anmerkungen                                                   |
| Jahr | Titel Musiklabel                                   | DE | AT | CH | UK | US | CA | Anmerkungen                                                   |
| ---- | -------------------------------------------------- | --- | --- | --- | --- | --- | --- | ------------------------------------------------------------- |
| 2000 | Whoa, Nelly! Dreamworks Records (UMG)              | DE14 Gold · (50 Wo.)DE | AT37 (42 Wo.)AT | CH6 Platin · (49 Wo.)CH | UK2 ×2Doppelplatin · (50 Wo.)UK | US24 ×2Doppelplatin · (79 Wo.)US | CA2 ×4Vierfachplatin · (26 Wo.)CA | Erstveröffentlichung: 24. Oktober 2000 Verkäufe: + 5.260.000  |
| 2003 | Folklore Dreamworks Records (UMG)                  | DE4 ×2Doppelplatin · (49 Wo.)DE | AT10 (39 Wo.)AT | CH13 Platin · (44 Wo.)CH | UK11 Gold · (26 Wo.)UK | US38 Gold · (11 Wo.)US | CA18 Platin · (… Wo.)CA | Erstveröffentlichung: 21. November 2003 Verkäufe: + 1.361.500 |
| 2006 | Loose Geffen Records (UMG)                         | DE1 ×6Sechsfachplatin · (… Wo.)DE | AT1 ×2Doppelplatin · (66 Wo.)AT | CH1 ×5Fünffachplatin · (97 Wo.)CH | UK4 ×4Vierfachplatin · (87 Wo.)UK | US1 ×3Dreifachplatin · (70 Wo.)US | CA1 ×6Sechsfachplatin · (35 Wo.)CA | Erstveröffentlichung: 7. Juni 2006 Verkäufe: + 10.569.900     |
| 2009 | Mi plan Interscope Records (UMG)                   | DE5 Gold · (16 Wo.)DE | AT6 (9 Wo.)AT | CH3 Gold · (13 Wo.)CH | — | US39 Platin · (3 Wo.)US | CA20 (1 Wo.)CA | Erstveröffentlichung: 11. September 2009 Verkäufe: + 185.000  |
| 2012 | The Spirit Indestructible Interscope Records (UMG) | DE3 (5 Wo.)DE | AT8 (4 Wo.)AT | CH3 (10 Wo.)CH | UK46 (1 Wo.)UK | US79 (1 Wo.)US | CA18 (1 Wo.)CA | Erstveröffentlichung: 14. September 2012                      |
| 2017 | The Ride Eleven Seven Music (WMG)                  | DE65 (1 Wo.)DE | — | CH41 (1 Wo.)CH | — | — | CA76 (1 Wo.)CA | Erstveröffentlichung: 31. März 2017                           |
| 2024 | 7 Universal Music (UMG)                            | DE35 (1 Wo.)DE | AT27 (1 Wo.)AT | CH27 (1 Wo.)CH | — | — | — | Erstveröffentlichung: 20. September 2024                      |

### Livealben
| Jahr | Titel Musiklabel                         | Höchstplatzierung, Gesamtwochen, AuszeichnungChartplatzierungen (Jahr, Titel, Musiklabel, Platzierungen, Wochen, Auszeichnungen, Anmerkungen) | Höchstplatzierung, Gesamtwochen, AuszeichnungChartplatzierungen (Jahr, Titel, Musiklabel, Platzierungen, Wochen, Auszeichnungen, Anmerkungen) | Höchstplatzierung, Gesamtwochen, AuszeichnungChartplatzierungen (Jahr, Titel, Musiklabel, Platzierungen, Wochen, Auszeichnungen, Anmerkungen) | Höchstplatzierung, Gesamtwochen, AuszeichnungChartplatzierungen (Jahr, Titel, Musiklabel, Platzierungen, Wochen, Auszeichnungen, Anmerkungen) | Höchstplatzierung, Gesamtwochen, AuszeichnungChartplatzierungen (Jahr, Titel, Musiklabel, Platzierungen, Wochen, Auszeichnungen, Anmerkungen) | Höchstplatzierung, Gesamtwochen, AuszeichnungChartplatzierungen (Jahr, Titel, Musiklabel, Platzierungen, Wochen, Auszeichnungen, Anmerkungen) | Anmerkungen                                                               |
| Jahr | Titel Musiklabel                         | DE | AT | CH | UK | US | CA | Anmerkungen                                                               |
| ---- | ---------------------------------------- | --- | --- | --- | --- | --- | --- | ------------------------------------------------------------------------- |
| 2007 | Loose – The Concert Geffen Records (UMG) | DE*DE | AT*AT | CH50 (6 Wo.)CH | — | — | — | Erstveröffentlichung: 16. November 2007 Verkäufe: + 15.000; * siehe Loose |

### Kompilationen
| Jahr | Titel Musiklabel                               | Höchstplatzierung, Gesamtwochen, AuszeichnungChartplatzierungen (Jahr, Titel, Musiklabel, Platzierungen, Wochen, Auszeichnungen, Anmerkungen) | Höchstplatzierung, Gesamtwochen, AuszeichnungChartplatzierungen (Jahr, Titel, Musiklabel, Platzierungen, Wochen, Auszeichnungen, Anmerkungen) | Höchstplatzierung, Gesamtwochen, AuszeichnungChartplatzierungen (Jahr, Titel, Musiklabel, Platzierungen, Wochen, Auszeichnungen, Anmerkungen) | Höchstplatzierung, Gesamtwochen, AuszeichnungChartplatzierungen (Jahr, Titel, Musiklabel, Platzierungen, Wochen, Auszeichnungen, Anmerkungen) | Höchstplatzierung, Gesamtwochen, AuszeichnungChartplatzierungen (Jahr, Titel, Musiklabel, Platzierungen, Wochen, Auszeichnungen, Anmerkungen) | Höchstplatzierung, Gesamtwochen, AuszeichnungChartplatzierungen (Jahr, Titel, Musiklabel, Platzierungen, Wochen, Auszeichnungen, Anmerkungen) | Anmerkungen                                                 |
| Jahr | Titel Musiklabel                               | DE | AT | CH | UK | US | CA | Anmerkungen                                                 |
| ---- | ---------------------------------------------- | --- | --- | --- | --- | --- | --- | ----------------------------------------------------------- |
| 2010 | The Best of Nelly Furtado Geffen Records (UMG) | DE20 Gold · (9 Wo.)DE | AT34 (2 Wo.)AT | CH29 (12 Wo.)CH | UK53 Gold · (2 Wo.)UK | — | — | Erstveröffentlichung: 12. November 2010 Verkäufe: + 210.000 |

### Remixalben
| Jahr | Titel Musiklabel                | Anmerkungen                                                                 |
| ---- | ------------------------------- | --------------------------------------------------------------------------- |
| 2010 | Mi plan – Remixes Nelstar (UMG) | Erstveröffentlichung: 25. Oktober 2010 Verkäufe werden Mi plan hinzuaddiert |

## Singles

### Als Leadmusikerin
| Jahr | Titel Album                                             | Höchstplatzierung, Gesamtwochen, AuszeichnungChartplatzierungen (Jahr, Titel, Album, Platzierungen, Wochen, Auszeichnungen, Anmerkungen) | Höchstplatzierung, Gesamtwochen, AuszeichnungChartplatzierungen (Jahr, Titel, Album, Platzierungen, Wochen, Auszeichnungen, Anmerkungen) | Höchstplatzierung, Gesamtwochen, AuszeichnungChartplatzierungen (Jahr, Titel, Album, Platzierungen, Wochen, Auszeichnungen, Anmerkungen) | Höchstplatzierung, Gesamtwochen, AuszeichnungChartplatzierungen (Jahr, Titel, Album, Platzierungen, Wochen, Auszeichnungen, Anmerkungen) | Höchstplatzierung, Gesamtwochen, AuszeichnungChartplatzierungen (Jahr, Titel, Album, Platzierungen, Wochen, Auszeichnungen, Anmerkungen) | Höchstplatzierung, Gesamtwochen, AuszeichnungChartplatzierungen (Jahr, Titel, Album, Platzierungen, Wochen, Auszeichnungen, Anmerkungen) | Anmerkungen                                                                  |
| Jahr | Titel Album                                             | DE | AT | CH | UK | US | CA | Anmerkungen                                                                  |
| ---- | ------------------------------------------------------- | --- | --- | --- | --- | --- | --- | ---------------------------------------------------------------------------- |
| 2000 | I’m Like a Bird Whoa, Nelly!                            | DE41 (16 Wo.)DE | AT41 (15 Wo.)AT | CH17 (31 Wo.)CH | UK5 Platin · (17 Wo.)UK | US9 Platin · (25 Wo.)US | CA1 ×2Doppelplatin · (… Wo.)CA | Erstveröffentlichung: 24. Oktober 2000 Verkäufe: + 2.005.000                 |
| 2001 | Turn Off the Light Whoa, Nelly!                         | DE31 (16 Wo.)DE | AT22 (20 Wo.)AT | CH2 Gold · (28 Wo.)CH | UK4 Silber · (11 Wo.)UK | US5 (25 Wo.)US | CA7 (… Wo.)CA | Erstveröffentlichung: 2. Juli 2001 Verkäufe: + 305.000                       |
| 2002 | Shit on the Radio (Remember the Days) Whoa, Nelly!      | DE67 (7 Wo.)DE | AT48 (8 Wo.)AT | CH43 (11 Wo.)CH | UK18 (7 Wo.)UK | — | CA14 (… Wo.)CA | Erstveröffentlichung: 14. Januar 2002                                        |
| 2002 | Hey, Man! Whoa, Nelly!                                  | — | — | — | — | — | CA20 (… Wo.)CA | Erstveröffentlichung: 16. Juli 2002                                          |
| 2003 | Powerless (Say What You Want) Folklore                  | DE8 Gold · (24 Wo.)DE | AT7 (22 Wo.)AT | CH16 (16 Wo.)CH | UK13 (10 Wo.)UK | — | CA6 (… Wo.)CA | Erstveröffentlichung: 15. Dezember 2003 Verkäufe: + 150.000                  |
| 2004 | Try Folklore                                            | DE31 (9 Wo.)DE | AT26 (15 Wo.)AT | CH22 (11 Wo.)CH | UK15 (7 Wo.)UK | — | CA9 Gold · (… Wo.)CA | Erstveröffentlichung: 15. März 2004 Verkäufe: + 40.000                       |
| 2004 | Força Folklore                                          | DE9 (14 Wo.)DE | AT5 (14 Wo.)AT | CH5 (25 Wo.)CH | UK40 (3 Wo.)UK | — | CA76 (… Wo.)CA | Erstveröffentlichung: 7. Juni 2004                                           |
| 2004 | Explode Folklore                                        | DE34 (9 Wo.)DE | AT54 (5 Wo.)AT | CH38 (7 Wo.)CH | — | — | CA86 (… Wo.)CA | Erstveröffentlichung: 27. September 2004                                     |
| 2005 | The Grass Is Green Folklore                             | DE65 (5 Wo.)DE | — | — | — | — | — | Erstveröffentlichung: 28. Februar 2005                                       |
| 2006 | Maneater Loose                                          | DE4 Platin · (31 Wo.)DE | AT3 (33 Wo.)AT | CH3 Gold · (63 Wo.)CH | UK1 ×3Dreifachplatin · (27 Wo.)UK | US16 ×2Doppelplatin · (20 Wo.)US | CA5 ×5Fünffachplatin · (… Wo.)CA | Erstveröffentlichung: 18. April 2006 Verkäufe: + 4.873.000                   |
| 2006 | Promiscuous Loose                                       | DE6 ×3Dreifachgold · (25 Wo.)DE | AT12 (18 Wo.)AT | CH6 (47 Wo.)CH | UK3 ×3Dreifachplatin · (23 Wo.)UK | US1 ×7Siebenfachplatin + Platin (Mastertone) · (26 Wo.)US                                                                                | CA1 ×5×3Fünffachplatin + Dreifachplatin (Mastertone) · (… Wo.)CA                                                                         | Erstveröffentlichung: 25. April 2006 Verkäufe: + 12.055.000; feat. Timbaland |
| 2006 | All Good Things (Come to an End) Loose                  | DE1 ×2Doppelplatin · (33 Wo.)DE | AT1 (32 Wo.)AT | CH1 Platin · (62 Wo.)CH | UK4 Silber · (23 Wo.)UK | US86 Gold · (4 Wo.)US | CA3 Platin · (22 Wo.)CA | Erstveröffentlichung: 27. November 2006 Verkäufe: + 1.576.400                |
| 2007 | Say It Right Loose                                      | DE2 ×3Dreifachgold · (36 Wo.)DE | AT2 (36 Wo.)AT | CH1 Gold · (65 Wo.)CH | UK10 ×2Doppelplatin · (37 Wo.)UK | US1 ×4Vierfachplatin + Platin (Mastertone) · (30 Wo.)US                                                                                  | CA1 ×4Vierfachplatin · (25 Wo.)CA | Erstveröffentlichung: 2. März 2007 Verkäufe: + 8.089.580                     |
| 2007 | Te busqué Loose                                         | DE16 (10 Wo.)DE | AT25 (14 Wo.)AT | CH79 (5 Wo.)CH | — | — | — | Erstveröffentlichung: 2. Juli 2007 feat. Juanes                              |
| 2007 | Do It Loose                                             | DE22 (9 Wo.)DE | AT45 (6 Wo.)AT | CH30 (7 Wo.)CH | UK75 (4 Wo.)UK | US88 (1 Wo.)US | CA37 (12 Wo.)CA | Erstveröffentlichung: 7. September 2007                                      |
| 2007 | In God’s Hands Loose                                    | DE33 (10 Wo.)DE | AT53 (15 Wo.)AT | — | — | — | CA7* (2 Wo.)CA | Erstveröffentlichung: 23. November 2007 * feat. Keith Urban                  |
| 2009 | Manos al aire Mi plan                                   | DE2 (15 Wo.)DE | AT5 (14 Wo.)AT | CH6 (21 Wo.)CH | — | — | — | Erstveröffentlichung: 30. Juni 2009 Verkäufe: + 50.000                       |
| 2009 | Más Mi plan                                             | — | — | — | — | — | — | Erstveröffentlichung: 21. Juli 2009                                          |
| 2010 | Bajo otra luz Mi plan                                   | — | — | — | — | — | — | Erstveröffentlichung: 8. Juni 2010 feat. Mala Rodríguez                      |
| 2010 | Night Is Young The Best of Nelly Furtado                | — | AT69 (2 Wo.)AT | — | — | — | CA29 (1 Wo.)CA | Erstveröffentlichung: 11. Oktober 2010                                       |
| 2012 | Big Hoops (Bigger the Better) The Spirit Indestructible | DE41 (11 Wo.)DE | — | — | UK14 (5 Wo.)UK | — | CA26 (10 Wo.)CA | Erstveröffentlichung: 17. April 2012 Verkäufe: + 40.000                      |
| 2012 | Spirit Indestructible The Spirit Indestructible         | DE23 (9 Wo.)DE | AT41 (6 Wo.)AT | CH32 (7 Wo.)CH | — | — | — | Erstveröffentlichung: 30. Juli 2012                                          |
| 2012 | Parking Lot The Spirit Indestructible                   | — | — | — | — | — | — | Erstveröffentlichung: 19. November 2012                                      |
| 2012 | Waiting for the Night The Spirit Indestructible         | DE26 (8 Wo.)DE | AT73 (1 Wo.)AT | CH29 (7 Wo.)CH | — | — | — | Erstveröffentlichung: 14. Dezember 2012                                      |
| 2016 | Pipe Dreams The Ride                                    | — | — | — | — | — | — | Erstveröffentlichung: 20. Dezember 2016                                      |
| 2017 | Cold Hard Truth The Ride                                | — | — | — | — | — | — | Erstveröffentlichung: 27. Januar 2017                                        |
| 2017 | Flatline The Ride                                       | — | — | — | — | — | — | Erstveröffentlichung: 17. Februar 2017                                       |
| 2017 | Phoenix The Ride                                        | — | — | — | — | — | — | Erstveröffentlichung: 10. März 2017                                          |
| 2018 | Sticks & Stones The Ride                                | — | — | — | — | — | — | Erstveröffentlichung: 25. Mai 2018 feat. Metro                               |
| 2023 | Eat Your Man –                                          | — | — | — | — | — | CA25 Gold · (3 Wo.)CA | Erstveröffentlichung: 2. Juni 2023 Verkäufe: + 75.000; mit Dom Dolla         |
| 2024 | Gala y Dalí –                                           | — | — | — | — | — | — | Erstveröffentlichung: 29. März 2024 mit Juanes                               |
| 2024 | Love Bites 7                                            | — | — | — | — | — | — | Erstveröffentlichung: 22. Mai 2024 feat. SG Lewis & Tove Lo                  |
| 2024 | Corazón 7                                               | — | — | — | — | — | — | Erstveröffentlichung: 12. Juli 2024 feat. Bomba Estéreo                      |

### Als Gastmusikerin
| Jahr | Titel Album                                                 | Höchstplatzierung, Gesamtwochen, AuszeichnungChartplatzierungen (Jahr, Titel, Album, Platzierungen, Wochen, Auszeichnungen, Anmerkungen) | Höchstplatzierung, Gesamtwochen, AuszeichnungChartplatzierungen (Jahr, Titel, Album, Platzierungen, Wochen, Auszeichnungen, Anmerkungen) | Höchstplatzierung, Gesamtwochen, AuszeichnungChartplatzierungen (Jahr, Titel, Album, Platzierungen, Wochen, Auszeichnungen, Anmerkungen) | Höchstplatzierung, Gesamtwochen, AuszeichnungChartplatzierungen (Jahr, Titel, Album, Platzierungen, Wochen, Auszeichnungen, Anmerkungen) | Höchstplatzierung, Gesamtwochen, AuszeichnungChartplatzierungen (Jahr, Titel, Album, Platzierungen, Wochen, Auszeichnungen, Anmerkungen) | Höchstplatzierung, Gesamtwochen, AuszeichnungChartplatzierungen (Jahr, Titel, Album, Platzierungen, Wochen, Auszeichnungen, Anmerkungen) | Anmerkungen                                                                                                 |
| Jahr | Titel Album                                                 | DE | AT | CH | UK | US | CA | Anmerkungen                                                                                                 |
| ---- | ----------------------------------------------------------- | --- | --- | --- | --- | --- | --- | --- |
| 2001 | What’s Going On –                                           | DE35 (9 Wo.)DE | AT51 (8 Wo.)AT | CH16 (11 Wo.)CH | UK6 (13 Wo.)UK | US27 (10 Wo.)US | — | Erstveröffentlichung: 30. Oktober 2001 All Star Tribute; Original: Marvin Gaye                              |
| 2002 | Breath Monsters in the Closet                               | — | — | — | — | — | — | Erstveröffentlichung: 2002 Swollen Members feat. Nelly Furtado                                              |
| 2002 | Ching Ching Girl Interrupted                                | — | — | — | — | — | — | Erstveröffentlichung: 19. November 2002 Ms. Jade feat. Timbaland & Nelly Furtado                            |
| 2003 | Fotográfia Un día normal                                    | — | — | — | — | US— ×6Sechsfachplatin (Latin)US | — | Erstveröffentlichung: 28. April 2003 Verkäufe: + 390.000; Juanes feat. Nelly Furtado                        |
| 2007 | Give It to Me Shock Value                                   | DE3 ×3Dreifachgold · (27 Wo.)DE | AT3 (34 Wo.)AT | CH6 Platin · (49 Wo.)CH | UK1 Platin · (35 Wo.)UK | US1 ×3Dreifachplatin · (26 Wo.)US | CA2 ×2Doppelplatin · (13 Wo.)CA | Erstveröffentlichung: 6. April 2007 Verkäufe: + 4.352.500 Timbaland feat. Nelly Furtado & Justin Timberlake |
| 2008 | Sexy Movimiento (Remix) Los extraterrestres: Otra dimensión | — | — | — | — | — | — | Erstveröffentlichung: 29. April 2008 Wisin & Yandel feat. Nelly Furtado                                     |
| 2008 | Win or Lose (Appena prima di partire) Extra                 | DE64 (5 Wo.)DE | — | — | — | — | — | Erstveröffentlichung: 11. Mai 2008 Zero Assoluto feat. Nelly Furtado                                        |
| 2008 | Broken Strings Songs for You, Truths for Me                 | DE1 Platin · (30 Wo.)DE | AT2 (19 Wo.)AT | CH1 Gold · (50 Wo.)CH | UK2 ×3Dreifachplatin · (52 Wo.)UK | — | CA41 (11 Wo.)CA | Erstveröffentlichung: 8. Dezember 2008 Verkäufe: + 2.310.000 James Morrison feat. Nelly Furtado             |
| 2009 | Jump R.O.O.T.S.                                             | DE27 (9 Wo.)DE | AT34 (5 Wo.)AT | — | UK21 (10 Wo.)UK | US54 (6 Wo.)US | CA15 (11 Wo.)CA | Erstveröffentlichung: 17. Juli 2009 Verkäufe: + 500.000; Flo Rida feat. Nelly Furtado                       |
| 2009 | Morning After Dark Shock Value II                           | DE6 Gold · (24 Wo.)DE | AT12 (21 Wo.)AT | CH20 (18 Wo.)CH | UK6 Silber · (15 Wo.)UK | US61 (2 Wo.)US | CA4 (21 Wo.)CA | Erstveröffentlichung: 26. Oktober 2009 Verkäufe: + 385.000 Timbaland feat. Nelly Furtado & SoShy            |
| 2010 | Who Wants to Be Alone Kaleidoscope                          | — | — | — | UK91 (2 Wo.)UK | — | — | Erstveröffentlichung: 1. Februar 2010 Tiësto feat. Nelly Furtado                                            |
| 2010 | Magical World –                                             | — | — | — | — | — | — | Erstveröffentlichung: 22. März 2010 Bassnectar feat. Nelly Furtado                                          |
| 2010 | Wavin’ Flag –                                               | — | — | — | UK89 (1 Wo.)UK | — | CA1 (20 Wo.)CA | Erstveröffentlichung: 12. März 2010 Young Artists for Haiti; Original: K’naan                               |
| 2010 | Hot ’N’ Fun Nothing                                         | — | — | — | UK49 (2 Wo.)UK | — | CA71 (1 Wo.)CA | Erstveröffentlichung: 18. Mai 2010 N.E.R.D feat. Nelly Furtado                                              |
| 2012 | Is Anybody Out There? Country, God or the Girl              | DE11 (10 Wo.)DE | AT7 (15 Wo.)AT | CH20 (11 Wo.)CH | — | US92 (2 Wo.)US | CA14 Platin · (13 Wo.)CA | Erstveröffentlichung: 14. Februar 2012 Verkäufe: + 87.500; K’naan feat. Nelly Furtado                       |
| 2023 | Keep Going On –                                             | DE— aDE | — | — | — | US84 (1 Wo.)US | CA8 (1 Wo.)CA | Erstveröffentlichung: 1. September 2023 Timbaland feat. Nelly Furtado & Justin Timberlake                   |

## Videoalben und Musikvideos

### Videoalben
| Jahr | Titel Musiklabel                         | Höchstplatzierung, Gesamtwochen, AuszeichnungChartplatzierungen (Jahr, Titel, Musiklabel, Platzierungen, Wochen, Auszeichnungen, Anmerkungen) | Höchstplatzierung, Gesamtwochen, AuszeichnungChartplatzierungen (Jahr, Titel, Musiklabel, Platzierungen, Wochen, Auszeichnungen, Anmerkungen) | Höchstplatzierung, Gesamtwochen, AuszeichnungChartplatzierungen (Jahr, Titel, Musiklabel, Platzierungen, Wochen, Auszeichnungen, Anmerkungen) | Höchstplatzierung, Gesamtwochen, AuszeichnungChartplatzierungen (Jahr, Titel, Musiklabel, Platzierungen, Wochen, Auszeichnungen, Anmerkungen) | Höchstplatzierung, Gesamtwochen, AuszeichnungChartplatzierungen (Jahr, Titel, Musiklabel, Platzierungen, Wochen, Auszeichnungen, Anmerkungen) | Höchstplatzierung, Gesamtwochen, AuszeichnungChartplatzierungen (Jahr, Titel, Musiklabel, Platzierungen, Wochen, Auszeichnungen, Anmerkungen) | Anmerkungen                                                                                        |
| Jahr | Titel Musiklabel                         | DE | AT | CH | UK | US | CA | Anmerkungen                                                                                        |
| ---- | ---------------------------------------- | --- | --- | --- | --- | --- | --- | -------------------------------------------------------------------------------------------------- |
| 2007 | Loose – The Concert Geffen Records (UMG) | DE*DE | AT*AT | CH**CH | UK32 (1 Wo.)UK | — | — | Erstveröffentlichung: 16. November 2007 Verkäufe: + 8.000 * siehe Studioalbum / ** siehe Livealbum |

### Musikvideos
| Jahr | Titel                                 | Regie                                                 |
| ---- | ------------------------------------- | ----------------------------------------------------- |
| 2000 | I’m Like a Bird                       | Francis Lawrence                                      |
| 2001 | Turn Off the Light                    | Sophie Muller                                         |
| 2001 | What’s Going On                       | Malik Hassan Sayeed, Jake Scott                       |
| 2001 | Shit on the Radio (Remember the Days) | Hype Williams                                         |
| 2002 | Hey, Man!                             |                                                       |
| 2002 | Ching Ching                           | Mark Classon                                          |
| 2002 | Breath                                | Todd McFarlane                                        |
| 2003 | Powerless (Say What You Want)         | Bryan Barber                                          |
| 2003 | Fotográfia                            | Picky Talarico                                        |
| 2004 | Try                                   | Sophie Muller                                         |
| 2004 | Força                                 | Ulf Buddensiek                                        |
| 2004 | Explode                               | Bradley Clayford, Nelly Furtado                       |
| 2006 | Promiscuous                           | Little X                                              |
| 2006 | Maneater                              | Anthony Mandler                                       |
| 2006 | No hay igual                          | Gabriel Coss, Israel Lugo                             |
| 2006 | All Good Things (Come to an End)      | Gabriel Coss, Israel Lugo                             |
| 2007 | Say It Right                          | Chris Cottam, Rankin                                  |
| 2007 | Give It to Me                         | Paul Coy Allen, Timbaland                             |
| 2007 | In God’s Hands                        | Jesse Dylan                                           |
| 2007 | Do It                                 | Aaron A., Nelly Furtado                               |
| 2008 | Win or Lose                           | Cosimo Alemà                                          |
| 2008 | Broken Strings                        | Micah Meisner                                         |
| 2009 | Manos al aire                         | Little X                                              |
| 2009 | Jump                                  | Chris Robinson                                        |
| 2009 | Morning After Dark                    | Paul Coy Allen                                        |
| 2009 | Más                                   | Little X                                              |
| 2009 | I Wish I Knew Natalie Portman         | Little X                                              |
| 2010 | Who Wants to Be Alone                 | Alan Ferguson                                         |
| 2010 | Bajo otra luz                         | Aaron A., Nelly Furtado, Su Montes                    |
| 2010 | Fuerte                                | Aaron A., Richard Bernardin, Robacho Buika            |
| 2010 | Wavin’ Flag                           |                                                       |
| 2010 | Hot ’N’ Fun                           | Jonas Åkerlund                                        |
| 2010 | Night Is Young                        | Alan Ferguson                                         |
| 2012 | Is Anybody Out There?                 | Chris Robinson                                        |
| 2012 | Big Hoops (Bigger the Better)         | Little X (Normalversion) Aaron A. (Home Made Version) |
| 2012 | Spirit Indestructible                 | Aaron A.                                              |
| 2012 | Parking Lot                           | Ray Kay                                               |
| 2013 | Waiting for the Night                 | The Seed Collective                                   |
| 2013 | Bucket List                           | Aaron A.                                              |
| 2013 | Sin tí                                | Jorge Colón                                           |
| 2016 | Pipe Dreams                           | Jake Elliott                                          |
| 2024 | Gala y Dalí                           |                                                       |

## Promoveröffentlichungen
| Jahr | Titel Album                                | Anmerkungen                                                                                    |
| ---- | ------------------------------------------ | ---------------------------------------------------------------------------------------------- |
| 2000 | Party Whoa, Nelly!                         | Erstveröffentlichung: 2000                                                                     |
| 2002 | Trynna Finda Way Whoa, Nelly!              | Erstveröffentlichung: 2002                                                                     |
| 2002 | Thin Line Power in Numbers                 | Erstveröffentlichung: 2002 Jurassic 5 feat. Nelly Furtado                                      |
| 2003 | Sacrifice Phrenology                       | Erstveröffentlichung: 2003 The Roots feat. Nelly Furtado                                       |
| 2006 | Rompe (Remix) –                            | Erstveröffentlichung: 14. März 2006 Daddy Yankee feat. Lloyd Banks, Young Buck & Nelly Furtado |
| 2006 | No hay igual Loose                         | Erstveröffentlichung: April 2006                                                               |
| 2007 | I’ll Never Get Over You –                  | Erstveröffentlichung: 2007                                                                     |
| 2009 | Mi plan                                    | Erstveröffentlichung: 11. August 2009 feat. Alex Cuba                                          |
| 2009 | Silencio Mi plan                           | Erstveröffentlichung: 1. September 2009 feat. Josh Groban                                      |
| 2010 | Fuerte Mi plan                             | Erstveröffentlichung: 2010 feat. Concha Buika                                                  |
| 2011 | Fever in My Bones –                        | Erstveröffentlichung: 8. Februar 2011 K-Le Da’Vincci feat. Nelly Furtado                       |
| 2013 | Bucket List The Spirit Indestructible      | Erstveröffentlichung: 25. Februar 2013                                                         |
| 2015 | Hadron Collider Freetown Sound             | Erstveröffentlichung: 12. Dezember 2015 Blood Orange feat. Nelly Furtado                       |
| 2016 | Feel So Close –                            | Erstveröffentlichung: 6. Juni 2016 Original: Calvin Harris                                     |
| 2016 | Behind Your Back The Ride (Deluxe-Version) | Erstveröffentlichung: 12. Juli 2016                                                            |
| 2016 | Islands of Me The Ride (Deluxe-Version)    | Erstveröffentlichung: 8. September 2016                                                        |
| 2016 | Too Good –                                 | Erstveröffentlichung: 14. Oktober 2016 Original: Drake feat. Rihanna                           |

## Sonderveröffentlichungen

### Alben
| Jahr | Titel Musiklabel                                                          | Anmerkungen                                                             |
| ---- | ------------------------------------------------------------------------- | ----------------------------------------------------------------------- |
| 2004 | AOL Sessions Geffen Records (UMG)                                         | Erstveröffentlichung: 20. März 2004 Teil der „AOL-Sessions“-Reihe       |
| 2004 | Live Session EP Geffen Records (UMG)                                      | Erstveröffentlichung: 26. September 2006 Vertrieb nur über iTunes       |
| 2007 | Edición limitada en Español Interscope Records • Mosley Music Group (UMG) | Erstveröffentlichung: 23. November 2007 Veröffentlichung nur in Spanien |

### Lieder
| Jahr | Titel Album                                                                                  | Anmerkungen |
| ---- | -------------------------------------------------------------------------------------------- | --- |
| 1996 | Waitin’ 4 the Streets Join the Ranks                                                         | Erstveröffentlichung: 1996 Plains of Fascination feat. Nelly Furtado                                                                |
| 2001 | Get Ur Freak On (Remix) Lara Croft: Tomb Raider (O.S.T.)                                     | Erstveröffentlichung: 15. Juni 2001 Missy Elliott feat. Nelly Furtado                                                               |
| 2002 | Très fly 80 Million Isms                                                                     | Erstveröffentlichung: 21. März 2002 Tallisman feat. Nelly Furtado                                                                   |
| 2002 | Fotografía Un día normal                                                                     | Erstveröffentlichung: 21. Mai 2002 Juanes feat. Nelly Furtado                                                                       |
| 2002 | The Harder They Come Bunkka                                                                  | Erstveröffentlichung: 18. Juni 2002 Oakenfold feat. Nelly Furtado                                                                   |
| 2002 | Fine Line Shake It Off                                                                       | Erstveröffentlichung: 2. Juli 2002 Jarvis Church feat. Nelly Furtado                                                                |
| 2002 | Thin Line Power in Numbers                                                                   | Erstveröffentlichung: 7. Oktober 2002 Jurassic 5 feat. Nelly Furtado                                                                |
| 2002 | Ching Ching Girl Interrupted                                                                 | Erstveröffentlichung: 5. November 2002 Ms. Jade feat. Timbaland & Nelly Furtado                                                     |
| 2002 | Breath Monsters in the Closet                                                                | Erstveröffentlichung: 12. November 2002 Swollen Members feat. Nelly Furtado                                                         |
| 2002 | Sacrifice Phrenology                                                                         | Erstveröffentlichung: 25. November 2002 The Roots feat. Nelly Furtado                                                               |
| 2005 | Quando, quando, quando It’s Time                                                             | Erstveröffentlichung: 4. Februar 2005 Michael Bublé feat. Nelly Furtado; Original: Tony Renis                                       |
| 2005 | Friendamine (Remix) The Hood Is Here                                                         | Erstveröffentlichung: 25. Oktober 2005 Jelleestone feat. Nelly Furtado                                                              |
| 2007 | Win or Lose (Appena prima di partire) Extra                                                  | Erstveröffentlichung: 2007 Zero Assoluto feat. Nelly Furtado                                                                        |
| 2007 | Give It to Me Shock Value                                                                    | Erstveröffentlichung: 2. April 2007 Timbaland feat. Nelly Furtado & Justin Timberlake                                               |
| 2007 | Slippery Sidewalks Baldosas mojadas (spanische Version) Mar dulce / Mar dulce (2008 Edition) | Erstveröffentlichung: 3. September 2007 (EN-Version) Erstveröffentlichung: 15. Juli 2008 (ES-Version) Bajofondo feat. Nelly Furtado |
| 2007 | Give It to Me (Remix) 3025 Avant Rakailles 4                                                 | Erstveröffentlichung: 22. Oktober 2007 Alpha 5.20 feat. Nelly Furtado                                                               |
| 2007 | Daydream Believer Anne Murray Duets: Friends & Legends                                       | Erstveröffentlichung: 13. November 2007 Anne Murray feat. Nelly Furtado; Original: The Monkees                                      |
| 2007 | Stars on 45 David Christmas (Single)                                                         | Erstveröffentlichung: 15. Dezember 2007 Fucked Up feat. Various Artists; Original: Stars on 45                                      |
| 2008 | Sexy Movimiento (Remix) Los extraterrestres: Otra dimensión                                  | Erstveröffentlichung: 27. Mai 2008 Wisin & Yandel feat. Nelly Furtado                                                               |
| 2008 | Broken Strings Songs for You, Truths for Me                                                  | Erstveröffentlichung: 26. September 2008 James Morrison feat. Nelly Furtado                                                         |
| 2009 | Jump R.O.O.T.S.                                                                              | Erstveröffentlichung: 31. März 2009 Flo Rida feat. Nelly Furtado                                                                    |
| 2009 | I Wish I Knew Natalie Portman Yes!                                                           | Erstveröffentlichung: 14. April 2009 k-os feat. Saukrates & Nelly Furtado                                                           |
| 2009 | Who Wants to Be Alone Kaleidoscope                                                           | Erstveröffentlichung: 2. Oktober 2009 Tiësto feat. Nelly Furtado                                                                    |
| 2009 | Morning After Dark Shock Value II                                                            | Erstveröffentlichung: 24. November 2009 Timbaland feat. Nelly Furtado & SoShy                                                       |
| 2010 | Hot ’N’ Fun Nothing                                                                          | Erstveröffentlichung: 29. Oktober 2010 N.E.R.D feat. Nelly Furtado                                                                  |
| 2010 | Where It Begins (Live) Multishow ao vivo: Ivete sangalo no Madison Square Garden             | Erstveröffentlichung: 7. Dezember 2010 Ivete Sangalo feat. Nelly Furtado                                                            |
| 2011 | El camino de los sueños De noche                                                             | Erstveröffentlichung: 23. Mai 2011 Antonio Carmona feat. Nelly Furtado                                                              |
| 2011 | Mama Knows The R.E.D. Album                                                                  | Erstveröffentlichung: 19. August 2011 The Game feat. Nelly Furtado                                                                  |
| 2012 | On the Run Season One                                                                        | Erstveröffentlichung: 24. April 2012 Saukrates feat. k-os & Nelly Furtado                                                           |
| 2012 | Is Anybody Out There? Country, God or the Girl                                               | Erstveröffentlichung: 16. Oktober 2012 K’naan feat. Nelly Furtado                                                                   |
| 2012 | Nadie como tu Ruido en el sistema – Static in the system                                     | Erstveröffentlichung: 26. Oktober 2012 Alex Cuba feat. Nelly Furtado                                                                |
| 2013 | Corcovado – Quiet Nights of Quiet Stars Passione                                             | Erstveröffentlichung: 25. Januar 2013 Andrea Bocelli feat. Nelly Furtado; Original: João Gilberto – Corcovado                       |
| 2013 | Sin tí Caliente! Festival 2013 (Sampler)                                                     | Erstveröffentlichung: 31. Mai 2013 Tommy Torres feat. Nelly Furtado                                                                 |
| 2013 | Headphones M.O.                                                                              | Erstveröffentlichung: 27. September 2013 Nelly feat. Nelly Furtado                                                                  |
| 2016 | Hadron Collider Freetown Sound                                                               | Erstveröffentlichung: 28. Juni 2016 Blood Orange feat. Nelly Furtado                                                                |

| Jahr | Titel Album                                                                  | Anmerkungen |
| ---- | ---------------------------------------------------------------------------- | --- |
| 2002 | Instant Karma! Come Together: A Night for John Lennon’s Words and Music      | Erstveröffentlichung: 3. Dezember 2002 mit David A. Stewart Original: John Lennon & Yoko Ono with The Plastic Ono Band |
| 2007 | Maneater (Live) Radio 1’s Live Lounge: Volume 2                              | Erstveröffentlichung: 29. Oktober 2007                                                                                 |
| 2010 | Bang the Drum Sounds of Vancouver 2010: Opening Ceremony Commemorative Album | Erstveröffentlichung: 13. Februar 2010 mit Bryan Adams                                                                 |
| 2013 | Sin tí Caliente! Festival 2013                                               | Erstveröffentlichung: 31. Mai 2013 Tommy Torres feat. Nelly Furtado                                                    |

| Jahr | Titel Soundtrack                                | Anmerkungen                                                          |
| ---- | ----------------------------------------------- | -------------------------------------------------------------------- |
| 1999 | Party’s Just Begun Brokedown Palace             | Erstveröffentlichung: 10. August 1999                                |
| 2001 | Get Ur Freak On (Remix) Lara Croft: Tomb Raider | Erstveröffentlichung: 5. Juni 2001 Missy Elliott feat. Nelly Furtado |
| 2010 | Time Stand Still Score: A Hockey Musical        | Erstveröffentlichung: 2010                                           |
| 2011 | Crocodile Rock Gnomeo und Julia                 | Erstveröffentlichung: 11. Februar 2011 feat. Elton John              |
| 2011 | The Seeker The Year Dolly Parton Was My Mom     | Erstveröffentlichung: 22. Februar 2011 Original: Dolly Parton        |

### Videoalben
| Jahr | Titel Musiklabel                                             | Anmerkungen                                                                                                 |
| ---- | ------------------------------------------------------------ | --- |
| 2007 | Loose Mini DVD Interscope Records • Mosley Music Group (UMG) | Erstveröffentlichung: 12. Juli 2007 Veröffentlichung nur in Deutschland; Verkäufe werden Loose hinzuaddiert |

## Statistik

### Chartauswertung
|                     | DE    | AT    | CH    | UK    | US    | CA    |
| ------------------- | ----- | ----- | ----- | ----- | ----- | ----- |
| Nummer-eins-Alben   | DE1DE | AT1AT | CH1CH | UK—UK | US1US | CA1CA |
| Top-10-Alben        | DE4DE | AT4AT | CH4CH | UK2UK | US1US | CA2CA |
| Alben in den Charts | DE8DE | AT7AT | CH9CH | UK5UK | US5US | CA6CA |

|                       | DE     | AT     | CH     | UK     | US     | CA     |
| --------------------- | ------ | ------ | ------ | ------ | ------ | ------ |
| Nummer-eins-Singles   | DE2DE  | AT1AT  | CH3CH  | UK2UK  | US3US  | CA4CA  |
| Top-10-Singles        | DE10DE | AT9AT  | CH9CH  | UK10UK | US5US  | CA13CA |
| Singles in den Charts | DE25DE | AT23AT | CH20CH | UK20UK | US13US | CA24CA |

### Auszeichnungen für Musikverkäufe
| Land/RegionAuszeichnungen für Musikverkäufe (Land/Region, Auszeichnungen, Verkäufe, Quellen) | Silber     | Gold       | Platin         | Diamant     | Verkäufe    | Quellen                                                   |
| -------------------------------------------------------------------------------------------- | ---------- | ---------- | -------------- | ----------- | ----------- | --------------------------------------------------------- |
| Australien (ARIA)                                                                            | —          | 3× Gold3   | 14× Platin14   | —           | 1.085.000   | aria.com.au                                               |
| Belgien (BRMA)                                                                               | —          | 7× Gold7   | 2× Platin2     | —           | 275.000     | ultratop.be                                               |
| Brasilien (PMB)                                                                              | —          | 3× Gold3   | 2× Platin2     | 2× Diamant2 | 710.000     | pro-musicabr.org.br                                       |
| Dänemark (IFPI)                                                                              | —          | 2× Gold2   | 10× Platin10   | —           | 308.000     | ifpi.dk                                                   |
| Deutschland (BVMI)                                                                           | —          | 8× Gold8   | 15× Platin15   | —           | 5.250.000   | musikindustrie.de                                         |
| Europa (IFPI)                                                                                | —          | —          | 5× Platin5     | —           | (5.000.000) | ifpi.org (Memento vom 1. Januar 2014 im Internet Archive) |
| Finnland (IFPI)                                                                              | —          | Gold1      | —              | —           | 23.380      | ifpi.fi                                                   |
| Frankreich (SNEP)                                                                            | —          | —          | Platin1        | —           | 200.000     | snepmusique.com                                           |
| Griechenland (IFPI)                                                                          | —          | Gold1      | —              | —           | 7.500       | ifpi.gr                                                   |
| Irland (IRMA)                                                                                | —          | —          | 3× Platin3     | —           | 45.000      | irishcharts.ie                                            |
| Italien (FIMI)                                                                               | —          | 5× Gold5   | —              | —           | 417.000     | fimi.it                                                   |
| Kanada (MC)                                                                                  | —          | 3× Gold3   | 38× Platin38   | —           | 3.220.000   | musiccanada.com                                           |
| Mexiko (AMPROFON)                                                                            | —          | 3× Gold3   | 2× Platin2     | —           | 275.000     | amprofon.com.mx                                           |
| Neuseeland (RMNZ)                                                                            | —          | 4× Gold4   | 21× Platin21   | —           | 522.500     | aotearoamusiccharts.co.nz NZ2 NZ3                         |
| Niederlande (NVPI)                                                                           | —          | 2× Gold2   | Platin1        | —           | 150.000     | nvpi.nl                                                   |
| Norwegen (IFPI)                                                                              | —          | 3× Gold3   | 3× Platin3     | —           | 80.000      | ifpi.no                                                   |
| Österreich (IFPI)                                                                            | —          | —          | 2× Platin2     | —           | 60.000      | ifpi.at                                                   |
| Polen (ZPAV)                                                                                 | —          | 2× Gold2   | —              | Diamant1    | 120.000     | olis.pl                                                   |
| Portugal (AFP)                                                                               | —          | Gold1      | 4× Platin4     | —           | 83.000      | Einzelnachweise                                           |
| Rumänien (UFPR)                                                                              | —          | —          | 3× Platin3     | —           | 12.000      | Einzelnachweise                                           |
| Russland (NFPF)                                                                              | —          | —          | 7× Platin7     | —           | 140.000     | Einzelnachweise                                           |
| Schweden (IFPI)                                                                              | —          | 4× Gold4   | Platin1        | —           | 110.000     | sverigetopplistan.se                                      |
| Schweiz (IFPI)                                                                               | —          | 4× Gold4   | 10× Platin10   | —           | 375.000     | hitparade.ch                                              |
| Singapur (RIAS)                                                                              | —          | Gold1      | —              | —           | 5.000       | rias.org.sg                                               |
| Spanien (Promusicae)                                                                         | —          | 6× Gold6   | 4× Platin4     | —           | 250.000     | elportaldemusica.es ES2                                   |
| Südafrika (RISA)                                                                             | —          | —          | 2× Platin2     | —           | 100.000     | mi2n.com                                                  |
| Ungarn (MAHASZ)                                                                              | —          | —          | 2× Platin2     | —           | 12.000      | slagerlistak.hu                                           |
| Vereinigte Staaten (RIAA)                                                                    | —          | 3× Gold3   | 31× Platin31   | —           | 26.420.000  | riaa.com                                                  |
| Vereinigtes Königreich (BPI)                                                                 | 3× Silber3 | 2× Gold2   | 19× Platin19   | —           | 10.539.000  | bpi.co.uk                                                 |
| Insgesamt                                                                                    | 3× Silber3 | 68× Gold68 | 202× Platin202 | 3× Diamant3 |             |                                                           |